# Извод сложене функције
Извод сложене функције {\displaystyle f'(g(x))} користи се за функције компоноване од више елементарних функција (нпр. {\displaystyle \sin {x^{2}}} или {\displaystyle e^{\sin {x}}}). Извод сложене функције не може се добити преко таблице извода елементарних функција, већ се он рачуна према формуле изведене из теореме:

## Теорема
За сложену функцију {\displaystyle y=f(g(x))} каже се да постоји извод у тачки {\displaystyle x}, ако функција {\displaystyle g(x)} има извод у тачки {\displaystyle x} и ако функција {\displaystyle f(g(x))} има извод у тачки {\displaystyle u=g(x)}, а рачуна се према формули:
{\displaystyle y'=f'(u)\cdot g'(x)}
односно, користећи Лајбницове ознаке, формула се може написати на следећи начин:
{\displaystyle {dy \over dx}={dy \over du}\cdot {du \over dx}}
Пример: Извод функције {\displaystyle y=\sin {x^{3}}}
Ако ставимо да је {\displaystyle y=f(g(x))},
где је:
{\displaystyle f(u)=\sin {u}},
док је:
{\displaystyle u=g(x)=x^{3}},
онда је применом формуле за извод:
{\displaystyle y'=f'(u)\cdot g'(x)},
односно, заменом функције {\displaystyle u} у формули:
{\displaystyle y'=(\sin {u})'\cdot (x^{3})'}
Применом таблице извода за елементарне функције за случај {\displaystyle \sin {u}} добија се:
{\displaystyle y'=\cos {u}\cdot 3x^{2}},
односно:
{\displaystyle y'=3x^{2}\cdot \cos {x^{3}}}.

## Правило степена
Извод функције: {\displaystyle y=(g(x))^{n}}
Задата функција је композиција две елементарне функције {\displaystyle y=f(u)}, где је {\displaystyle u} елементарна функција: {\displaystyle u=g(x)^{n}}, па се њен извод према формули може добити на следећи начин:
{\displaystyle y'=f'(u)\cdot u'} .... {\displaystyle (1)}
извод елементарне функције {\displaystyle u} према таблици извода износи:
{\displaystyle u'(x)=n\cdot g(x)^{n-1}} ... {\displaystyle (2)}
па се заменом (2) у (1) добија:
{\displaystyle f'(x)=n\cdot (g(x))^{n-1}\cdot g'(x)}

## Правило експонента
Извод функције : {\displaystyle y=(e^{g(x)})}
Задата функција је композиција две елементарне функције {\displaystyle y=f(u)}, где је {\displaystyle f} елементарна функција: {\displaystyle f(u)=e^{u}}, па се њен извод према формули може добити на следећи начин:
{\displaystyle y'=f'(u)\cdot u'},
{\displaystyle y'=(e^{u})'\cdot u'},
с обзиром да је према таблици извода:
{\displaystyle (e^{u})'=e^{u}},
извод задате сложене функције износи:
{\displaystyle y'=e^{u}\cdot u'}
или
{\displaystyle y'=g'(x)\cdot e^{g(x)}}

## Извод сложене функције са два аргумента
Постоје и сложенији случајеви. Тако, ако је
{\displaystyle z=f(x,y)} а {\displaystyle x=g(t)} и {\displaystyle y=h(t)},
тада је
{\displaystyle {dz \over dt}={dz \over dx}\cdot {dx \over dt}+{dz \over dy}\cdot {dy \over dt}}

## Општи случај
У општем случају, нека су дата два сета функција y и u, тако да је
{\displaystyle y_{1}=f_{1}(u_{1}\ldots u_{p})}
{\displaystyle \vdots }
{\displaystyle y_{m}=f_{m}(u_{1}\ldots u_{p})}
и
{\displaystyle u_{1}=g_{1}(x_{1}\ldots x_{n})}
{\displaystyle \vdots }
{\displaystyle u_{p}=g_{p}(x_{1}\ldots x_{n})}
тада се парцијални извод {\displaystyle \partial y_{i} \over \partial x_{j}} рачуна као
{\displaystyle {\partial y_{i} \over \partial x_{j}}=\sum _{k=1}^{p}{\partial y_{i} \over \partial u_{k}}\cdot {\partial u_{k} \over \partial x_{j}}},
док диференцијал {\displaystyle dy_{i};\ i=1\ldots m} износи
{\displaystyle dy_{i}=\sum _{j=1}^{n}(\sum _{k=1}^{p}{\partial y_{i} \over \partial u_{k}}\cdot {\partial u_{x} \over \partial x_{i}})dx_{j}}.